# Кастелино (Модена)
Кастелино (итал. Castellino) је насеље у Италији у округу Модена, региону Емилија-Ромања.
Према процени из 2011. у насељу је живело 6 становника. Насеље се налази на надморској висини од 949 м.